# مارتن هيلمان
مارتن هيلمان (بالإنجليزية: Martin Hellman) مواليد 2 أكتوبر 1945 في نيويورك، عالم أمريكي في مجال علم التعمية واشتهر باختراعه تعمية بالمفتاح العام بالتعاون مع ويتفيلد ديفي ورالف ميركل، حائز على وسام ريتشارد هامينغ في عام 2010. كما حاز على جائزة تورنغ لعام 2015 رفقة العالم ويتفيلد ديفي لإنجازاتهما في التعمية بالمقتاح العام وعلم التوقيع الرقمي.